# Hasselfelde
Hasselfelde là một thị xã ở the district of Harz, bang Sachsen-Anhalt, Đức. Đô thị Hasselfelde có diện tích 74,28 km², dân số thời điểm ngày 31 tháng 12 năm 2006 là 3072 người. Đô thị này nằm ở phía đông Harz, cự ly khoảng 17 km về phía nam của Wernigerode. Đô thị này thuộc Verwaltungsgemeinschaft ("đô thị tập thể") Brocken-Hochharz.